# Nazionale maschile di cricket del Pakistan
La nazionale di cricket del Pakistan è la squadra nazionale di cricket, posta sotto l'egida del Pakistan Cricket Board. È uno dei dodici full members dell'International Cricket Council e ha partecipato a tutte le edizioni della Coppa del Mondo di cricket, vincendola nel 1992 con capitano Imran Khan.

## Storia

### Le origini

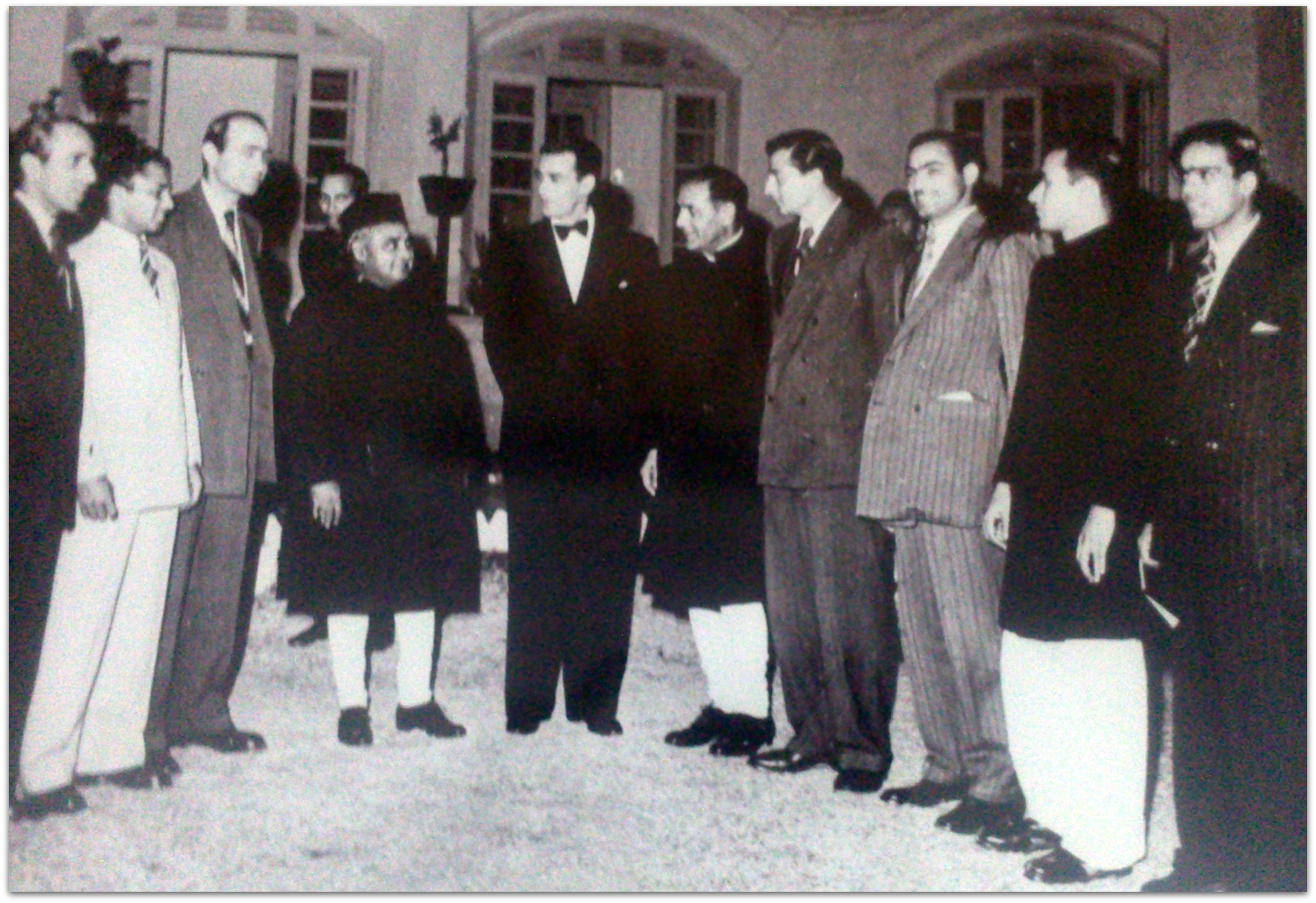
La squadra nazionale di cricket del Pakistan viene salutata dal primo ministro Khawaja Nazimuddin prima della partenza per l'India

Dopo la spartizione dell'India nel 1947 e la creazione associata dello stato del Pakistan, nel nuovo paese si sviluppò una scena di cricket professionistica. Il 1 maggio 1949 fu fondato il Board of Cricket Control Pakistan (BCCP) e il 28 luglio 1952, su raccomandazione dell'India, il Pakistan fu nominato membro a pieno titolo in un'assemblea generale dell'Imperial Cricket Conference. 
Il primo test match del Pakistan si svolse nell'ottobre 1952 al Feroz Shah Kotla Ground di Delhi. L'incontro faceva parte di una serie di cinque partite contro l'India, che i padroni di casa vinsero con un risultato complessivo di 2-1, mentre due partite terminarono in pareggio.

Nel 1954, il Pakistan effettuò il suo primo tour in Inghilterra, concludendo la serie di test con un pareggio per 1–1. La vittoria del Pakistan all'Oval, dove Fazal Mahmood prese dodici wicket, segnò la prima vittoria in trasferta della squadra in Inghilterra. Nel gennaio 1955, il Pakistan disputò la sua prima partita di test in casa allo Stadio Nazionale Bangabandhu di Dhaka (che all'epoca faceva parte del Pakistan, mentre oggi è la capitale del Bangladesh). L'avversario era ancora una volta l'India, e la partita faceva parte di una serie di cinque test. Le restanti gare si svolsero a Bahawalpur, Lahore, Peshawar e Karachi. Questa serie fu la prima nella storia del cricket in cui tutte e cinque le partite terminarono in pareggio.

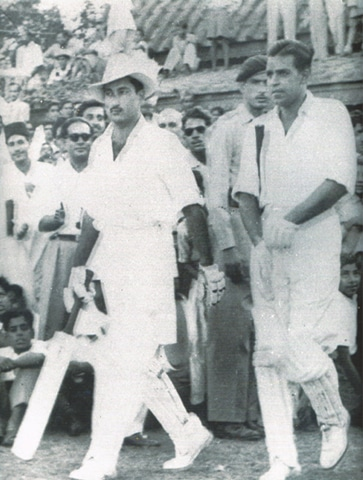
Waqar Hasan (a sinistra) e Imtiaz Ahmed (a destra) durante il secondo test contro la Nuova Zelanda a Lahore nel 1955

### Imran Khan e il Pakistan in cima al mondo
L'introduzione del cricket ODI portò nuove dinamiche al cricket internazionale per il Pakistan. La squadra giocò il suo primo incontro ODI durante il tour in Nuova Zelanda del 1973 a Christchurch, dove fu sconfitta dai padroni di casa per 22 punti. Con l'avvento del cricket ODI arrivò anche la Coppa del Mondo di cricket. Nella prima edizione del 1975, il Pakistan fu eliminato durante il turno preliminare, ma successivamente raggiunse le semifinali in tre edizioni consecutive: 1979, 1983 e 1987.

Quando Imran Khan assunse il ruolo di capitano della squadra nazionale pakistana nel 1982, iniziò un periodo di crescita significativa per il cricket del Pakistan a livello internazionale. Durante il tour in Inghilterra del 1982, nella seconda partita giocata al Lord's Cricket Ground, Imran Khan guidò la squadra alla sua prima vittoria su suolo inglese dopo 28 anni, segnando una pietra miliare nella storia del cricket pakistano.

Uno degli incontri più memorabili tra Pakistan e India fu la finale dell'Australasia Cup del 1986, disputata a Sharjah, negli Emirati Arabi Uniti. L'India, battendo per prima, totalizzò 245 punti. Durante l'inseguimento, Javed Miandad, entrato come terzo battitore del Pakistan, vide i suoi compagni perdere wicket a intervalli regolari, complicando l'inseguimento. A tre over dalla fine, con 31 punti ancora necessari per vincere, l'India appariva favorita per la vittoria. Miandad, determinato a "perdere con dignità", adottò uno stile di gioco aggressivo, segnando diversi limiti in rapida successione. Con l'ultima palla da giocare e quattro punti necessari per la vittoria, Miandad colpì un sei sull'ultimo lancio di Chetan Sharma, regalando al Pakistan una vittoria storica. Questo momento iconico consacrò Javed Miandad come un eroe popolare in Pakistan e segnò una delle più celebri rivalità nella storia del cricket.

India e Pakistan co-ospitarono la Coppa del Mondo di cricket 1987, segnando la prima volta che il torneo si svolse in Asia. Tuttavia, entrambe le squadre furono eliminate in semifinale, deludendo i tifosi di entrambe le nazioni.

Dopo la conclusione del torneo, Imran Khan annunciò il suo ritiro dal cricket internazionale. Tuttavia, nel 1988, il presidente pakistano Muhammad Zia-ul-Haq gli chiese di tornare come capitano della squadra nazionale, riconoscendo la sua importanza per il cricket pakistano.

### La vittoria del Mondiale 1992
La Coppa del Mondo di cricket 1992, ospitata congiuntamente da Australia e Nuova Zelanda, ebbe un inizio difficile per il Pakistan. Durante la fase preliminare, in cui tutte le nove squadre partecipanti si affrontarono, il Pakistan perse tre delle prime otto partite. La situazione sembrò ulteriormente complicarsi quando, contro l'Inghilterra, il Pakistan segnò soltanto 74 punti, un punteggio decisamente insufficiente per competere. Tuttavia, la partita fu interrotta anticipatamente a causa della pioggia e dichiarata un pareggio, permettendo al Pakistan di mantenere vive le speranze di qualificazione.
La partita contro l'Australia durante la fase preliminare della Coppa del Mondo di Cricket del 1992 si rivelò un punto di svolta per il Pakistan, che da quel momento in poi vinse tutte le restanti partite del girone. Questo risultato portò all'eliminazione di squadre come l'Australia e l'India e permise al Pakistan di accedere alle semifinali.
In semifinale, il Pakistan affrontò la Nuova Zelanda. La squadra neozelandese, battendo per prima, registrò un totale di 262 punti, un obiettivo impegnativo. Il Pakistan iniziò il proprio inning con un approccio cauto, ma perse wicket a intervalli regolari. Con l'uscita di Imran Khan e Saleem Malik in rapida successione, la situazione diventò critica: la squadra necessitava ancora di 115 punti con un run rate richiesto di 7,67, e Javed Miandad era l'unico battitore esperto rimasto in campo.  

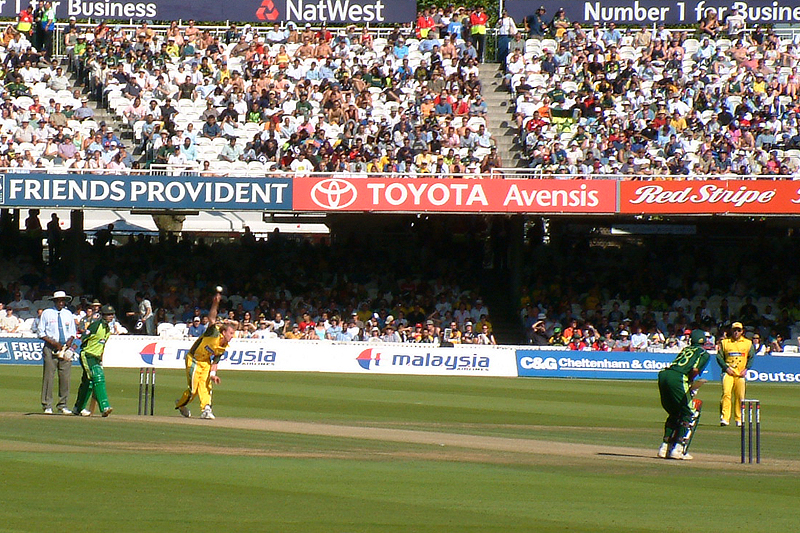
L'apripista pakistano Yasir Hameed gioca contro l'Australia al Lord's in Inghilterra

A questo punto, il giovane Inzamam-ul-Haq si distinse con una performance straordinaria, segnando 60 punti in soli 37 palloni, cambiando drasticamente il corso della partita. Dopo la sua uscita, il Pakistan necessitava ancora di 36 punti da 30 palline. Il wicket-keeper Moin Khan contribuì con alcuni confini cruciali, portando la squadra alla vittoria.
La partita fu decisiva per il Pakistan e mise in evidenza il talento emergente di Inzamam-ul-Haq, che successivamente sarebbe diventato uno dei capitani più influenti nella storia del cricket pakistano.
La finale della Coppa del Mondo di Cricket del 1992 fu uno scontro tra due squadre, Inghilterra e Pakistan, che non avevano mai conquistato il titolo. Giocata al Melbourne Cricket Ground, la partita vide il Pakistan segnare 249/6 nel loro inning, grazie a una solida performance di squadra guidata dal capitano Imran Khan. Durante l'inning dell'Inghilterra, la squadra pakistana riuscì a limitare gli avversari a 227 punti, vincendo la finale con un margine di 22 punti.
Il momento decisivo fu il wicket finale, preso dallo stesso Imran Khan, che poi sollevò il trofeo, coronando la sua carriera con una vittoria storica. Khan aveva ispirato la sua squadra dalla fase a gironi in poi, esortandoli a giocare come "tigri con le spalle al muro", un motto che divenne simbolo della determinazione e della resilienza del Pakistan in quel torneo.
La vittoria è stata particolarmente significativa considerando le difficoltà affrontate dal Pakistan, inclusi infortuni chiave come quello di Waqar Younis e l'assenza di Saeed Anwar. Imran Khan, nonostante i problemi fisici, guidò la squadra con determinazione, segnando la fine della sua carriera con uno dei momenti più iconici nella storia del cricket pakistano.

### Alti e bassi nei tornei internazionali
Alla Coppa del Mondo di cricket 1996, svoltasi in India, Pakistan e Sri Lanka, la squadra è stata eliminata nei quarti di finale in una partita contro l'India. Nel torneo del 1999, ha raggiunto la finale, dove è stata sconfitta dall'Australia, mentre nell'edizione del 2003, disputata in Sudafrica, è stata eliminata durante la fase a gironi. Nel 2000, la squadra ha ottenuto il suo primo titolo nell'Asia Cup, tenutasi in Bangladesh, battendo lo Sri Lanka in finale con un margine di 39 punti.

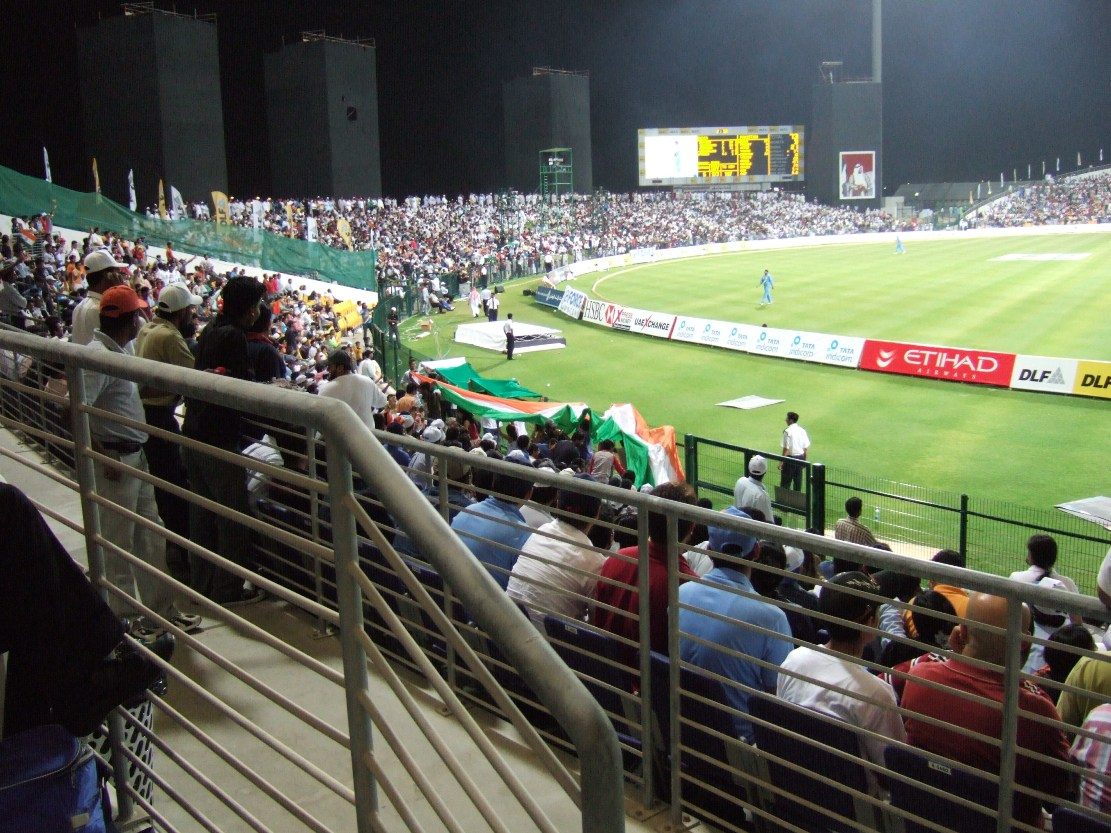
Partita di beneficenza India vs Pakistan negli Emirati Arabi Uniti, 2007

Uno degli eventi più sorprendenti nella storia della Coppa del Mondo di cricket è stata la sconfitta del Pakistan contro l'Irlanda durante il torneo del 2007, disputato in Giamaica. Questo risultato è stato particolarmente significativo poiché si trattava della prima partecipazione dell'Irlanda a una Coppa del Mondo. Con questa sconfitta, il Pakistan è stato eliminato al primo turno del torneo per la seconda edizione consecutiva.

Nel primo Mondiale Twenty20, disputato in Sudafrica nel 2007, il Pakistan ha avuto un torneo notevole, superando le aspettative e raggiungendo la finale. In una partita combattuta, la squadra è stata sconfitta dall'India con un margine di cinque punti.

### Il divieto di partite in casa
Durante il tour in Pakistan dello Sri Lanka nel 2009, il 3 marzo si verificò un attacco armato contro la squadra ospite a Lahore. Lo Sri Lanka aveva accettato di partecipare al tour in sostituzione dell'India, dopo che il Board of Control for Cricket in India (BCCI) aveva deciso di non inviare la propria squadra per motivi politici e di sicurezza a seguito degli attacchi di Mumbai del 2008.
A seguito dell'attacco, la Corte Penale Internazionale del cricket revocò al Pakistan i diritti di ospitalità per le 14 partite previste durante la Coppa del Mondo di cricket del 2011, redistribuendole agli altri tre paesi ospitanti: Bangladesh, India e Sri Lanka. Il Pakistan minacciò azioni legali, richiedendo un risarcimento finanziario e la possibilità di disputare le partite previste in Pakistan in sedi neutrali, come gli Emirati Arabi Uniti. Alla fine, fu concordato un risarcimento economico.
L'attacco ebbe conseguenze significative: tutte le nazioni di cricket rifiutarono di organizzare tour in Pakistan per motivi di sicurezza, costringendo il paese a disputare le partite casalinghe in luoghi neutri, prevalentemente negli Emirati Arabi Uniti e, in alcune occasioni, in Inghilterra. Soltanto nel 2015 una squadra di cricket, lo Zimbabwe, tornò a visitare il Pakistan per un tour ufficiale, segnando il ritorno del cricket internazionale nel paese.

### La vittoria ai mondiali T20
Alla Coppa del Mondo T20 maschile di cricket 2009, disputato in Inghilterra, la squadra del Pakistan ha avuto un inizio incerto ma ha migliorato le proprie prestazioni nel corso del torneo, arrivando fino alla finale. L'ultimo incontro, disputato al Lord's Cricket Ground, ha visto lo Sri Lanka iniziare come squadra in battuta, terminando il proprio inning con un punteggio di 138/6 in 20 over.
Il Pakistan ha iniziato bene la fase di battuta, con gli openers Kamran Akmal e Shahzaib Hasan che hanno accumulato 48 punti per il primo wicket. La squadra ha raggiunto l'obiettivo fissato in 18,4 over. Shahid Afridi, autore dei punti decisivi, è stato nominato Man of the Match per la sua prestazione. Questa vittoria ha segnato il primo titolo del Pakistan in un torneo mondiale di cricket dopo il trionfo dei "Cornered Tigers" guidati da Imran Khan nella Coppa del Mondo del 1992.
Ai Mondiali Twenty20 del 2010, disputati nelle Indie Occidentali, il Pakistan è stato inserito nel Gruppo A insieme ad Australia e Bangladesh. Dopo aver superato la fase a gironi, la squadra è passata al Super 8, dove ha subito sconfitte contro Inghilterra e Nuova Zelanda, riuscendo a vincere solo contro il Sudafrica. Nonostante le difficoltà, il Pakistan si è classificato secondo nel Gruppo E, dietro l'Inghilterra, e ha raggiunto le semifinali.  

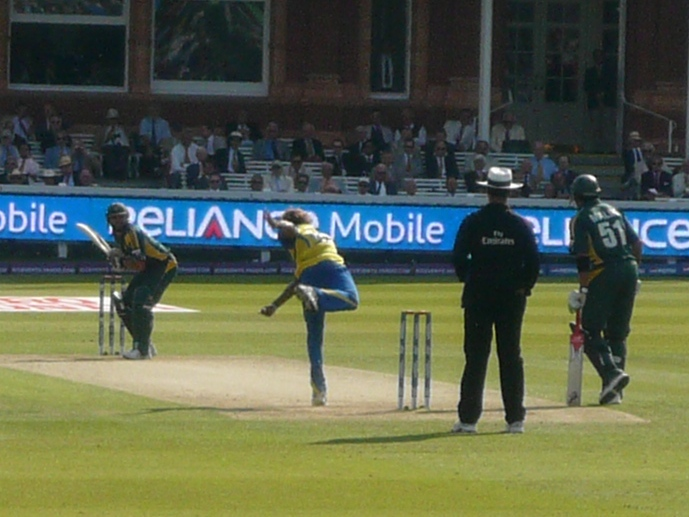
Shahid Afridi batte contro lo Sri Lanka nella finale mondiale ICC Twenty20 a Lord's in Inghilterra

In semifinale, il Pakistan ha affrontato nuovamente l'Australia. Durante il proprio turno di battuta, ha totalizzato 191/6, con Umar Akmal che ha contribuito con un'ottima prestazione di 56 punti senza essere eliminato. Tuttavia, l'Australia ha risposto con una prestazione decisiva di Michael Hussey, che ha segnato 64 punti in soli 24 palloni. L'Australia ha raggiunto il punteggio di 197/7 in 19,5 over, vincendo la partita e eliminando il Pakistan, campione in carica, dal torneo.

### Gli anni 2010
Il Pakistan ha iniziato con ottimi risultati la Coppa del Mondo di cricket del 2011,ottenendo vittorie contro Kenya, Sri Lanka (considerata una delle favorite per il titolo) e Canada. Contro le aspettative, il Pakistan ha sconfitto l'Australia nei quarti di finale, grazie a una prestazione eccezionale del reparto di bowling, ponendo fine alla serie di 27 vittorie consecutive dell'Australia in Coppa del Mondo. In semifinale, il Pakistan ha incontrato i rivali storici dell'India perdendo la partita per 29 punti.
Al World Twenty20 del 2012, disputato in Sri Lanka, il Pakistan ha raggiunto le semifinali, dove ha affrontato il paese ospitante. Lo Sri Lanka, grazie a una solida prestazione di Mahela Jayawardene, ha totalizzato 139/4 nel proprio inning. Durante l'inseguimento, il Pakistan ha lottato per mantenere una continuità nella battuta, perdendo wicket a intervalli regolari e non riuscendo a raggiungere l'obiettivo. Di conseguenza, il Pakistan è stato eliminato dal torneo.

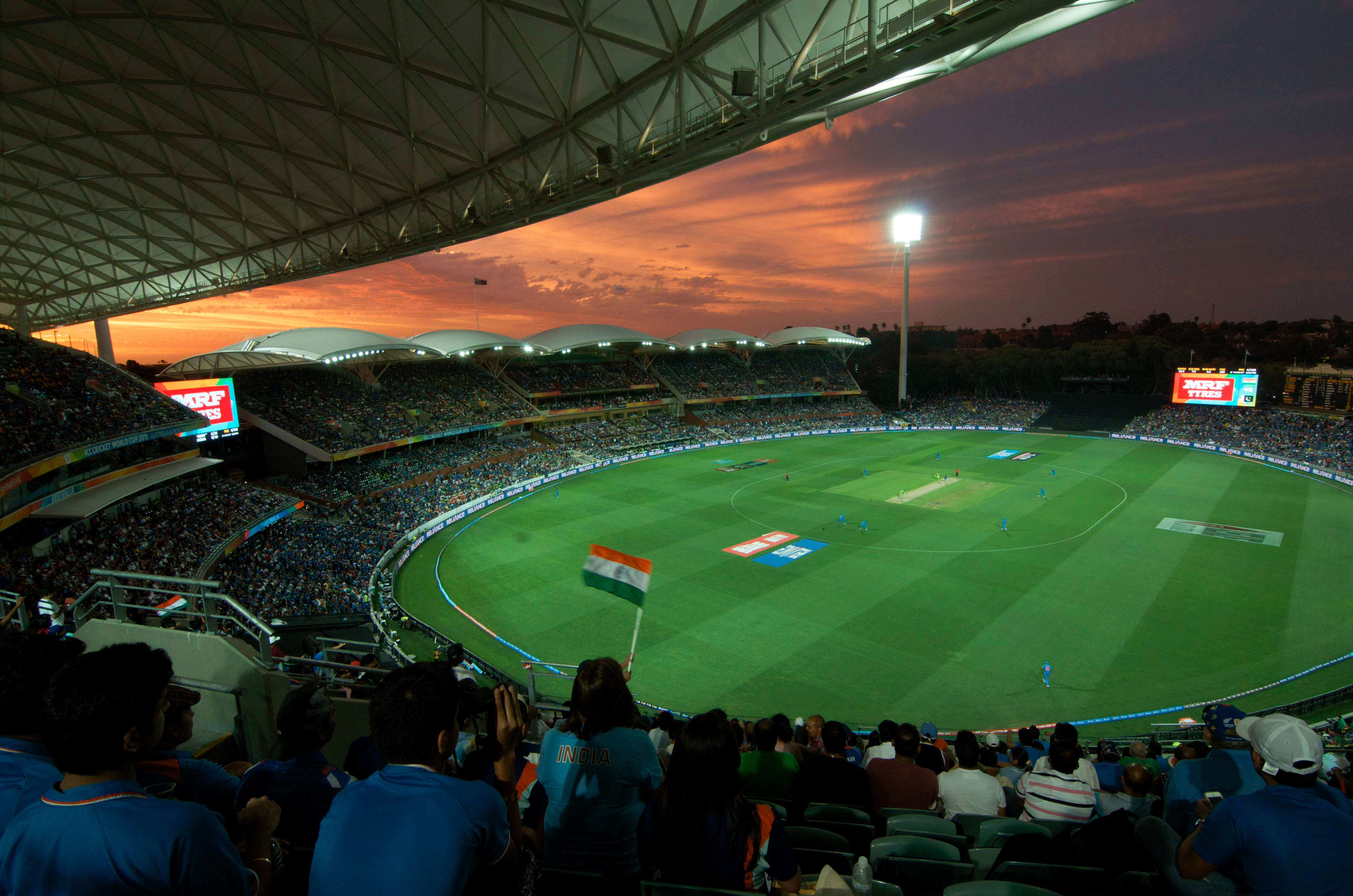
Partita tra India e Pakistan ai Mondiali 2015 di Adelaide

Alla Coppa del Mondo T20 maschile di cricket 2014 tenutisi in Bangladesh, il Pakistan è stato eliminato nella fase del Super 10. La squadra ha perso contro l'India e le Indie Occidentali, ma ha ottenuto vittorie contro il Bangladesh e l'Australia.
Il Pakistan ha avuto un inizio difficile nella Coppa del Mondo di cricket 2015, svoltasi in Australia e Nuova Zelanda. Nonostante un avvio incerto, la squadra si è qualificata per i quarti di finale, chiudendo al terzo posto nel Gruppo B. Nei quarti di finale, il Pakistan ha affrontato l'Australia, che ha vinto la partita, eliminando il Pakistan dal torneo.
Il Mondiale Twenty20 del 2016 si è svolto in India, con il Pakistan inserito nel Gruppo 2 insieme a India, Australia, Nuova Zelanda e Bangladesh. Il Pakistan ha subito sconfitte contro tutte le altre tre squadre del gruppo: India, Nuova Zelanda e Australia. Di conseguenza, la squadra è stata eliminata dal torneo dopo la fase a gironi, non riuscendo a qualificarsi per le semifinali.
Alla Coppa del Mondo di cricket 2019, svoltasi in Inghilterra, il Pakistan ha avuto un inizio promettente, ottenendo vittorie contro i padroni di casa, il Sud Africa e la Nuova Zelanda nella fase a gironi. Tuttavia, nonostante essere in parità con la Nuova Zelanda in classifica, il Pakistan è stato eliminato dal torneo a causa di un tasso di successo netto inferiore rispetto a quello della Nuova Zelanda, che ha permesso a quest'ultima di qualificarsi per le semifinali.

### La ripresa dopo laCOVID-19
Alla Coppa del Mondo T20 maschile di cricket 2021, disputata in Oman e negli Emirati Arabi Uniti, il Pakistan ha ottenuto una storica vittoria contro l'India nel Super 12, segnando per la prima volta una vittoria in un torneo importante contro i rivali. Successivamente, la squadra ha sconfitto Nuova Zelanda, Afghanistan, Namibia e Scozia, terminando il proprio girone al primo posto e qualificandosi per le semifinali. Tuttavia, in semifinale, il Pakistan è stato eliminato dalla futura campione del mondo, l'Australia, che ha vinto la partita per cinque wicket.
Alla Coppa del Mondo T20 del 2022, disputata in Australia, il Pakistan ha avuto un inizio difficile nel Super 12, perdendo la sua prima partita contro l'India, seguita da una sorprendente sconfitta contro lo Zimbabwe. Tuttavia, la squadra ha recuperato, ottenendo vittorie contro Paesi Bassi, Sud Africa e Bangladesh. Questo le ha permesso di concludere il girone al secondo posto e di qualificarsi per le semifinali. Nella fase a eliminazione diretta, il Pakistan ha vinto contro la Nuova Zelanda con sette wicket.In finale, il Pakistan ha affrontato l'Inghilterra, ma è stato sconfitto per cinque wicket, concludendo il torneo come vicecampione del mondo.

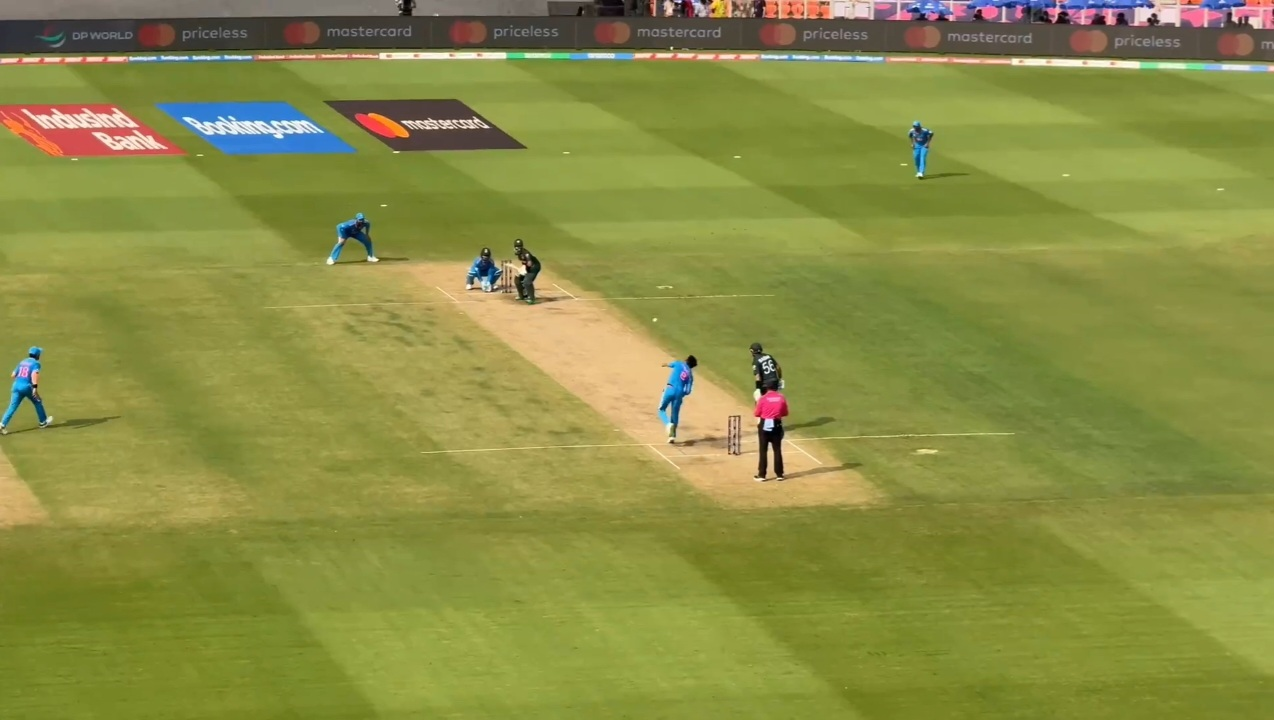
Partita tra India e Pakistan ai Mondiali 2023 ad Ahmedabad

Nel turno preliminare della Coppa del Mondo di cricket 2023, tenutasi in India, il Pakistan ha subito sconfitte contro India, Australia, Afghanistan, Sud Africa e Inghilterra. Tuttavia, ha ottenuto vittorie contro Paesi Bassi, Sri Lanka, Bangladesh e Nuova Zelanda. La sconfitta contro l'Afghanistan è stata particolarmente significativa, poiché è stata la prima volta che il Pakistan ha perso contro questo avversario in un match di cricket ODI. Nonostante le vittorie, il Pakistan non è riuscito a qualificarsi per le semifinali del torneo.
Pochi mesi dopo, la squadra del Pakistan ha vissuto il suo torneo più deludente alla Coppa del Mondo T20 maschile di cricket 2024, quando è stata eliminata nel turno preliminare per la prima volta nella sua storia. La squadra ha subito una sorprendente sconfitta contro i co-ospitanti degli Stati Uniti e contro l'India, suo storico rivale. Nonostante le vittorie contro Canada e Irlanda, il Pakistan non è riuscito a superare la fase a gironi e a qualificarsi per le fasi successive del torneo.
Nel 2025 il Pakistan prende parte all'ICC Champions Trophy dal 19 febbraio al 9 marzo in Pakistan, venendo inserito nel gruppo B e venendo eliminato, terminando al terzo posto nel girone, perdendo contro l'India e la Nuova Zelanda, mentre la partita con il Bangladesh non si è giocata a causa della pioggia. Tra maggio e giugno del 2025, il Pakistan ospita al Gaddafi Stadium di Lahore la nazionale del Bangladesh, vincendo per 3-0 una serie di partite T20I. Nell'estate del 2025, il Bangladesh ospita la nazionale pakistana per una serie di 3 partite T20I in vista della Coppa del Mondo T20 del 2026, vinta dalla nazionale ospite di casa 2-1.

## La rivalità con l'India
Le partite di cricket tra India e Pakistan attirano un'attenzione straordinaria da parte dei tifosi di entrambe le nazioni, complice la dolorosa spartizione dell'India e le successive guerre indo-pakistane. L'intensità emotiva che caratterizza questi incontri varia in base allo stato delle relazioni diplomatiche tra i due paesi. Tuttavia, esse sono spesso cariche di tensione e riescono a catalizzare un interesse pubblico eccezionale, non solo tra i tifosi delle due squadre, ma anche tra osservatori neutrali. 

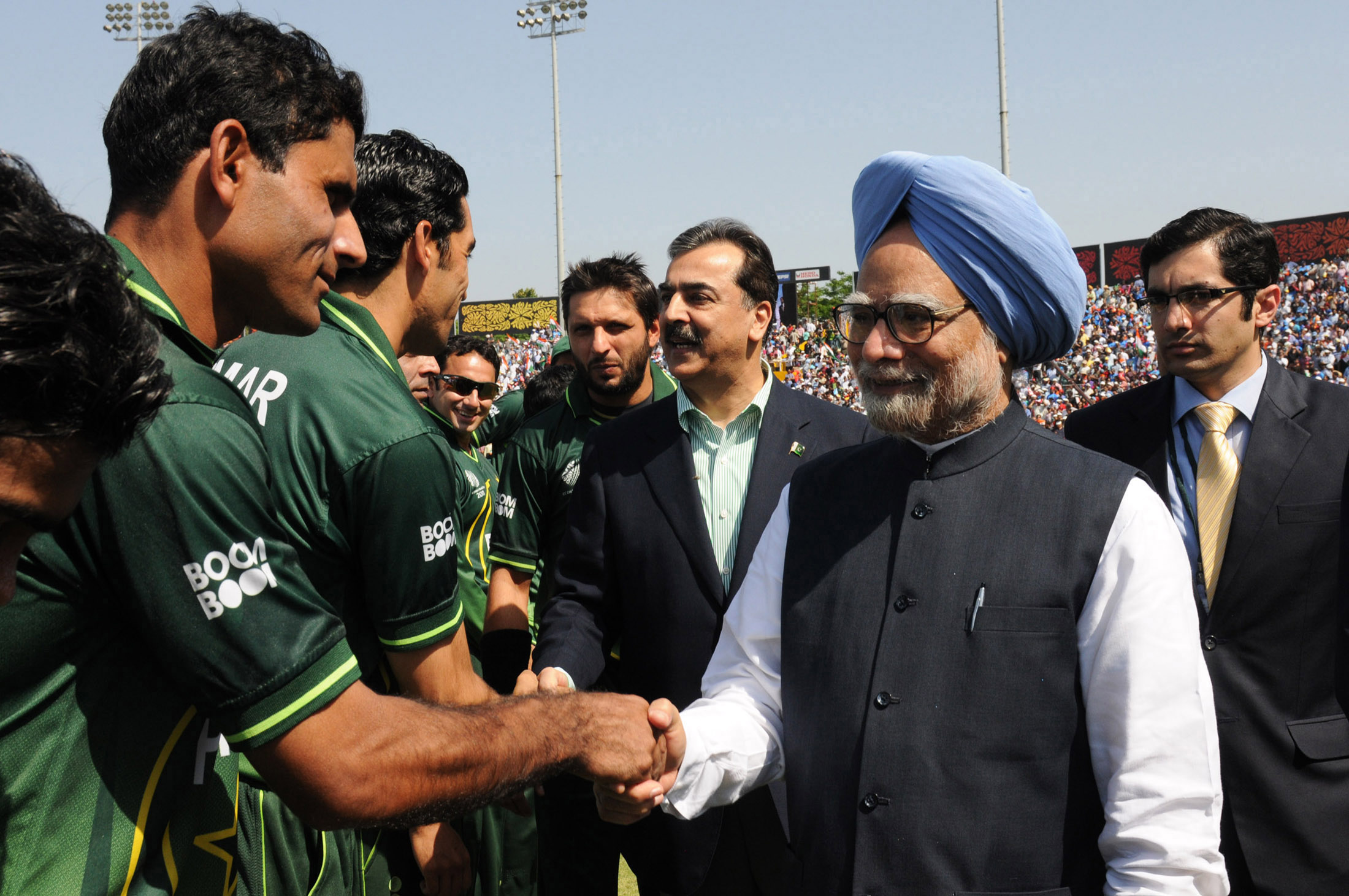
I primi ministri dell'India, Manmohan Singh, e del Pakistan, Yousaf Raza Gilani, salutano le squadre nazionali di India e Pakistan prima della semifinale della Coppa del mondo di cricket 2011 a Mohali

Questo fenomeno si amplifica durante le partite internazionali di un giorno (ODI) nell'ambito della Coppa del Mondo di cricket, dove gli stadi registrano regolarmente il tutto esaurito e l'atmosfera diventa elettrica, indipendentemente dal paese ospitante. Le trasmissioni televisive di queste sfide raggiungono un pubblico di oltre un miliardo di persone, rendendole tra gli eventi sportivi più seguiti a livello globale.
Oltre al fervore sportivo, queste partite diventano talvolta opportunità per incontri diplomatici di alto livello. Presidenti e primi ministri dei due paesi sfruttano il comune amore per il cricket per cercare di ridurre le tensioni bilaterali, un fenomeno noto come "diplomazia del cricket". Un esempio emblematico si è verificato durante la semifinale della Coppa del Mondo di cricket del 2011 a Mohali, in India, quando i primi ministri Yousaf Raza Gilani e Manmohan Singh si sono incontrati. Dopo la partita, hanno discusso diverse questioni sensibili, tra cui un'indagine congiunta sugli attacchi di Mumbai del 2008, dimostrando come il cricket possa fungere da ponte per il dialogo.

## Albo d'oro

### ICC World Test Championship
| Anno      | Round  | Pos.   | GP | W  | L  | D | NR |
| --------- | ------ | ------ | -- | -- | -- | - | -- |
| 2019-2021 | Gironi | 6/9    | 12 | 4  | 5  | 3 | 0  |
| 2021-2023 | Gironi | 7/9    | 14 | 4  | 6  | 4 | 0  |
| 2023-2025 | Gironi | 9/9    | 13 | 4  | 9  | 0 | 0  |
| Totale    | Totale | Totale | 39 | 12 | 20 | 7 | 0  |

### Coppa del Mondo di cricket
| Anno   | Round            | Pos.   | GP | W  | L  | T | NR |
| ------ | ---------------- | ------ | -- | -- | -- | - | -- |
| 1975   | Fase a gironi    | 5/8    | 3  | 1  | 2  | 0 | 0  |
| 1979   | Semifinali       | 3/8    | 4  | 2  | 2  | 0 | 0  |
| 1983   | Semifinali       | 4/8    | 7  | 3  | 4  | 0 | 0  |
| 1987   | Semifinali       | 4/8    | 7  | 5  | 2  | 0 | 0  |
| 1992   | Campioni         | 1/9    | 10 | 6  | 3  | 0 | 1  |
| 1996   | Quarti di finale | 6/12   | 6  | 4  | 2  | 0 | 0  |
| 1999   | Finale           | 2/12   | 10 | 6  | 4  | 0 | 0  |
| 2003   | Fase a gironi    | 10/14  | 6  | 2  | 3  | 0 | 1  |
| 2007   | Fase a gironi    | 10/16  | 3  | 1  | 2  | 0 | 0  |
| 2011   | Semifinali       | 3/14   | 8  | 6  | 2  | 0 | 0  |
| 2015   | Quarti di finale | 6/14   | 7  | 4  | 3  | 0 | 0  |
| 2019   | Fase a gironi    | 5/10   | 9  | 5  | 3  | 0 | 1  |
| 2023   | Fase a gironi    | 5/10   | 9  | 4  | 5  | 0 | 0  |
| Totale | Totale           | Totale | 89 | 49 | 37 | 0 | 3  |

### Coppa del Mondo T20 maschile di cricket
| Anno   | Round         | Pos.   | GP | W  | L  | T | NR |
| ------ | ------------- | ------ | -- | -- | -- | - | -- |
| 2007   | Fase a gironi | 2/12   | 7  | 5  | 1  | 1 | 0  |
| 2009   | Campioni      | 1/12   | 7  | 5  | 2  | 0 | 0  |
| 2010   | Semifinali    | 4/12   | 6  | 2  | 4  | 0 | 0  |
| 2012   | Semifinali    | 4/12   | 6  | 4  | 2  | 0 | 0  |
| 2014   | Super 10      | 5/16   | 4  | 2  | 2  | 0 | 0  |
| 2016   | Super 10      | 7/16   | 4  | 1  | 3  | 0 | 0  |
| 2021   | Semifinali    | 3/16   | 6  | 5  | 1  | 0 | 0  |
| 2022   | Finale        | 2/16   | 7  | 4  | 3  | 0 | 0  |
| 2024   | Fase a gironi | 11/20  | 4  | 2  | 1  | 1 | 0  |
| Totale | Totale        | Totale | 51 | 30 | 19 | 2 | 0  |

### ICC Champions Trophy
| Anno   | Round            | Pos.   | GP | W  | L  | T | NR |
| ------ | ---------------- | ------ | -- | -- | -- | - | -- |
| 1998   | Quarti di finale | 5/9    | 1  | 0  | 1  | 0 | 0  |
| 2000   | Semifinali       | 3/11   | 2  | 1  | 1  | 0 | 0  |
| 2002   | Fase a gironi    | 5/12   | 2  | 1  | 1  | 0 | 0  |
| 2004   | Semifinali       | 4/12   | 3  | 2  | 1  | 0 | 0  |
| 2006   | Fase a gironi    | 8/10   | 3  | 1  | 2  | 0 | 0  |
| 2009   | Semifinali       | 3/8    | 4  | 2  | 2  | 0 | 0  |
| 2013   | Fase a gironi    | 8/8    | 3  | 0  | 3  | 0 | 0  |
| 2017   | Campioni         | 1/8    | 5  | 4  | 1  | 0 | 0  |
| 2025   | Fase a gironi    | 7/8    | 3  | 0  | 2  | 0 | 1  |
| Totale | Totale           | Totale | 26 | 11 | 14 | 0 | 1  |

### Asia Cup
| Anno    | Round            | Pos.             | GP               | W                | L                | T                | NR               |
| ------- | ---------------- | ---------------- | ---------------- | ---------------- | ---------------- | ---------------- | ---------------- |
| 1984    | Fase a gironi    | 3/3              | 2                | 0                | 2                | 0                | 0                |
| 1986    | Finale           | 2/3              | 3                | 2                | 1                | 0                | 0                |
| 1988    | Fase a gironi    | 3/4              | 3                | 1                | 2                | 0                | 0                |
| 1990–91 | Non partecipante | Non partecipante | Non partecipante | Non partecipante | Non partecipante | Non partecipante | Non partecipante |
| 1995    | Fase a gironi    | 3/4              | 3                | 2                | 1                | 0                | 0                |
| 1997    | Fase a gironi    | 3/4              | 3                | 1                | 1                | 0                | 1                |
| 2000    | Campioni         | 1/4              | 4                | 4                | 0                | 0                | 0                |
| 2004    | Super Fours      | 3/6              | 5                | 4                | 1                | 0                | 0                |
| 2008    | Super Fours      | 5/6              | 3                | 2                | 0                | 0                | 1                |
| 2010    | Fase a gironi    | 3/4              | 3                | 1                | 2                | 0                | 0                |
| 2012    | Campioni         | 1/4              | 4                | 3                | 1                | 0                | 0                |
| 2014    | Finale           | 2/5              | 5                | 3                | 2                | 0                | 0                |
| 2016    | Fase a gironi    | 3/5              | 4                | 2                | 2                | 0                | 0                |
| 2018    | Super Fours      | 3/6              | 5                | 2                | 3                | 0                | 0                |
| 2022    | Finale           | 2/6              | 6                | 3                | 3                | 0                | 0                |
| 2023    | Super Fours      | 4/6              | 5                | 2                | 2                | 0                | 1                |
| Totale  | Totale           | Totale           | 60               | 33               | 25               | 0                | 2                |

### Giochi del Commonwealth
| Anno   | Round  | Pos.   | GP | W | L | T | NR |
| ------ | ------ | ------ | -- | - | - | - | -- |
| 1998   | Gironi | 7/16   | 3  | 1 | 1 | 0 | 1  |
| Totale | Totale | Totale | 3  | 1 | 1 | 0 | 1  |

### Giochi asiatici
| Anno   | Round              | Pos.             | GP               | W                | L                | T                | NR               |                  |
| ------ | ------------------ | ---------------- | ---------------- | ---------------- | ---------------- | ---------------- | ---------------- | ---------------- |
| 2010   | Medaglia di bronzo | 3/9              | 3                | 2                | 1                | 0                | 0                |                  |
| 2014   | Non partecipante   | Non partecipante | Non partecipante | Non partecipante | Non partecipante | Non partecipante | Non partecipante | Non partecipante |
| 2022   | Quarto posto       | 4/14             | 3                | 1                | 2                | 0                | 0                |                  |
| Totale | Totale             | Totale           | 6                | 2                | 3                | 3                | 0                |                  |

## Statistiche
Partite internazionali – Pakistan 
Aggiornato al 24 luglio 2025.
| Record                  |     |     |     |   |      |
| Format                  | M   | W   | L   | T | D/NR |
| Tests                   | 465 | 151 | 148 | 0 | 166  |
| ODI                     | 977 | 511 | 437 | 8 | 21   |
| Twenty20 Internationals | 262 | 149 | 105 | 0 | 7    |

### Test match
Aggiornato al 27 gennaio 2025 
| Nazionale         | P   | W   | L   | D   | NR |
| ----------------- | --- | --- | --- | --- | -- |
| vs Full Members   |     |     |     |     |    |
| Australia         | 72  | 15  | 37  | 20  | 0  |
| Bangladesh        | 15  | 12  | 2   | 1   | 0  |
| India             | 59  | 12  | 9   | 38  | 0  |
| Indie Occidentali | 56  | 22  | 19  | 15  | 0  |
| Irlanda           | 1   | 1   | 0   | 0   | 0  |
| Inghilterra       | 92  | 23  | 30  | 39  | 0  |
| Nuova Zelanda     | 62  | 25  | 14  | 23  | 0  |
| Sri Lanka         | 59  | 23  | 17  | 19  | 0  |
| Sudafrica         | 30  | 6   | 17  | 7   | 0  |
| Zimbabwe          | 19  | 12  | 3   | 4   | 0  |
| Totale            | 465 | 151 | 148 | 166 | 0  |

### ODI
Aggiornato al 5 aprile 2025 
| Nazionale            | P   | W   | L   | T | NR |
| -------------------- | --- | --- | --- | - | -- |
| vs Full Members      |     |     |     |   |    |
| Afghanistan          | 1   | 1   | 0   | 0 | 0  |
| Australia            | 111 | 36  | 71  | 1 | 3  |
| Bangladesh           | 39  | 34  | 5   | 0 | 0  |
| India                | 136 | 73  | 58  | 0 | 5  |
| Indie Occidentali    | 137 | 63  | 71  | 3 | 0  |
| Irlanda              | 7   | 5   | 1   | 1 | 0  |
| Inghilterra          | 92  | 32  | 57  | 0 | 3  |
| Nuova Zelanda        | 122 | 61  | 57  | 1 | 3  |
| Sri Lanka            | 157 | 93  | 59  | 1 | 4  |
| Sudafrica            | 87  | 34  | 52  | 0 | 1  |
| Zimbabwe             | 64  | 55  | 6   | 1 | 2  |
| vs Associate Members |     |     |     |   |    |
| Canada               | 2   | 2   | 0   | 0 | 0  |
| Emirati Arabi Uniti  | 3   | 3   | 0   | 0 | 0  |
| Hong Kong            | 3   | 3   | 0   | 0 | 0  |
| Kenya                | 6   | 6   | 0   | 0 | 0  |
| Namibia              | 1   | 1   | 0   | 0 | 0  |
| Nepal                | 1   | 1   | 0   | 0 | 0  |
| Paesi Bassi          | 7   | 7   | 0   | 0 | 0  |
| Scozia               | 1   | 1   | 0   | 0 | 0  |
| Totale               | 977 | 511 | 437 | 8 | 21 |

### T20I
Aggiornato al 24 luglio 2025 
| Nazionale            | P    | W   | L   | T | NR |
| -------------------- | ---- | --- | --- | - | -- |
| vs Full Members      |      |     |     |   |    |
| Afghanistan          | 7    | 4   | 3   | 0 | 0  |
| Australia            | 28   | 13  | 14  | 0 | 1  |
| Bangladesh           | 25   | 20  | 5   | 0 | 0  |
| India                | 13   | 3   | 10  | 0 | 0  |
| Indie Occidentali    | 21   | 15  | 3   | 0 | 3  |
| Irlanda              | 5    | 4   | 1   | 0 | 0  |
| Inghilterra          | 31   | 9   | 21  | 0 | 1  |
| Nuova Zelanda        | 47   | 24  | 21  | 0 | 2  |
| Sri Lanka            | 23   | 13  | 10  | 0 | 0  |
| Sudafrica            | 24   | 12  | 12  | 0 | 0  |
| Zimbabwe             | 21   | 18  | 3   | 0 | 0  |
| vs Associate Members |      |     |     |   |    |
| Canada               | 2    | 2   | 0   | 0 | 0  |
| Emirati Arabi Uniti  | 1    | 1   | 0   | 0 | 0  |
| Hong Kong            | 2    | 2   | 0   | 0 | 0  |
| Kenya                | 1    | 1   | 0   | 0 | 0  |
| Namibia              | 1    | 1   | 0   | 0 | 0  |
| Paesi Bassi          | 2    | 2   | 0   | 0 | 0  |
| Scozia               | 4    | 4   | 0   | 0 | 0  |
| Stati Uniti          | 1    | 0   | 1   | 0 | 0  |
| vs squadre speciali  |      |     |     |   |    |
| World XI             | 3    | 2   | 1   | 0 | 0  |
| Totale               | 262' | 149 | 105 | 0 | 7  |